# Tansey Coetzee
Tansey Coetzee (sinh năm 1985 tại Johannesburg, Nam Phi) là một hoa hậu đến từ Nam Phi. Cô đoạt danh hiệu Hoa hậu Nam Phi 2007 và giành quyền đại diện cho Nam Phi tại các cuộc thi sắc đẹp lớn trên thế giới trong năm 2008.
Tháng 7 năm 2008, cô đến Việt Nam để tham dự cuộc thi Hoa hậu Hoàn vũ 2008 và lọt vào top 15 người đẹp nhất (xếp thứ 13 chung cuộc). Đến tháng 12 cùng năm, cô trở thành thí sinh nước chủ nhà của cuộc thi Hoa hậu Thế giới 2008 khi đêm chung kết diễn ra tại chính thành phố quê hươnh cô Johannesburg. Trong đêm chung kết, cô đã nhận được sự ủng hộ nhiệt liệt của khán giả quê nhà và đã lọt vào top 5 người đẹp nhất của cuộc thi.
Tansey Coetzee đã trao vương miện cho tân Hoa hậu Nam Phi 2008, cô Tatum Keshwar.